# Есемово (Тверская область)
Есемово (Есёмово) — деревня в Ржевском районе Тверской области. Относится к сельскому поселению «Хорошево», до 2006 года входила в состав Кокошкинского сельского округа.
Находится в 29 километрах к северо-западу от города Ржева, на левом берегу реки Сишка, в 1 км от впадения её в Волгу. Напротив, через реку, деревня Кокошкино.
Население по переписи 2002 года — 23 человека, 9 мужчин, 14 женщин.

## История
В XVIII — первой половине XIX веков сельцо Есемово имение Сеславиных. Здесь родился герой Отечественной войны 1812 года Александр Никитич Сеславин (1785—1857). В 1827 году по желанию владельца сельцо было переименовано в Сеславино, но после смены владельца опять стало Есемово.
Генерал-майор Сеславин был похоронен на соседнем Никольском погосте (Никола-Сишка), могила и памятник на ней сохранились.
В 1920 году Есемово — деревня Становской волости Ржевского уезда.
Перед Великой Отечественной войной деревня Есемово (10 дворов) Становского сельсовета Ржевского района Калининской области.
В 1960-70-е годы деревня Есемово была центром сельсовета Ржевского района и входила в колхоз им. Ленина.
В 1996 году — 13 хозяйств, 17 жителей.